# Intension
Intension är ett begrepp inom semantiken och innebär innehållet i ett begrepp, den generella betydelsen för ett begrepp som snö, kvinna, tysk, bok etc. Det innehåller det begreppsliga innehållet och står ofta för en stereotyp eller ideell föreställning av något och bildar summan av dess extensioner. Intensionen är även alla former, verkliga och overkliga, existerande som icke-existerande av det generella begreppet. Exempelvis böcker som beskriver allt i universum, tyskar från Mars eller snö på en sanddyn i Sahara. Motsatsen är en extension, som är den faktiska manifesteringen av en intension. Det är all snö, alla kvinnor, tyskar och böcker som någonsin funnits, finns och även kommer att finnas.
Den tyske logikern och matematikern Gottlob Frege utvecklade också en tes för skillnaden mellan intension och extension i begreppen Sinn respektive Bedeutung, båda mycket näraliggande synonymer med den ungefärliga betydelsen "betydelse".

## Exempel
Ett vanligt exempel på hur en extension kan ha mer än en intension är den tidigare föreställningen om att planeten Venus var två olika himlakroppar beroende på i vilken position relativt till jorden som den observerades. När den sågs på morgonen kallades det Morgonstjärnan och om kvällen Aftonstjärnan, trots att det egentligen rörde sig om samma extension, d.v.s. andra planeten från solen i vårt solsystem".